# Gobio meridionalis
Gobio meridionalis är en fiskart som beskrevs av Xu, 1987. Gobio meridionalis ingår i släktet Gobio och familjen karpfiskar. Inga underarter finns listade i Catalogue of Life.